# Voo 20 do Falcon 9

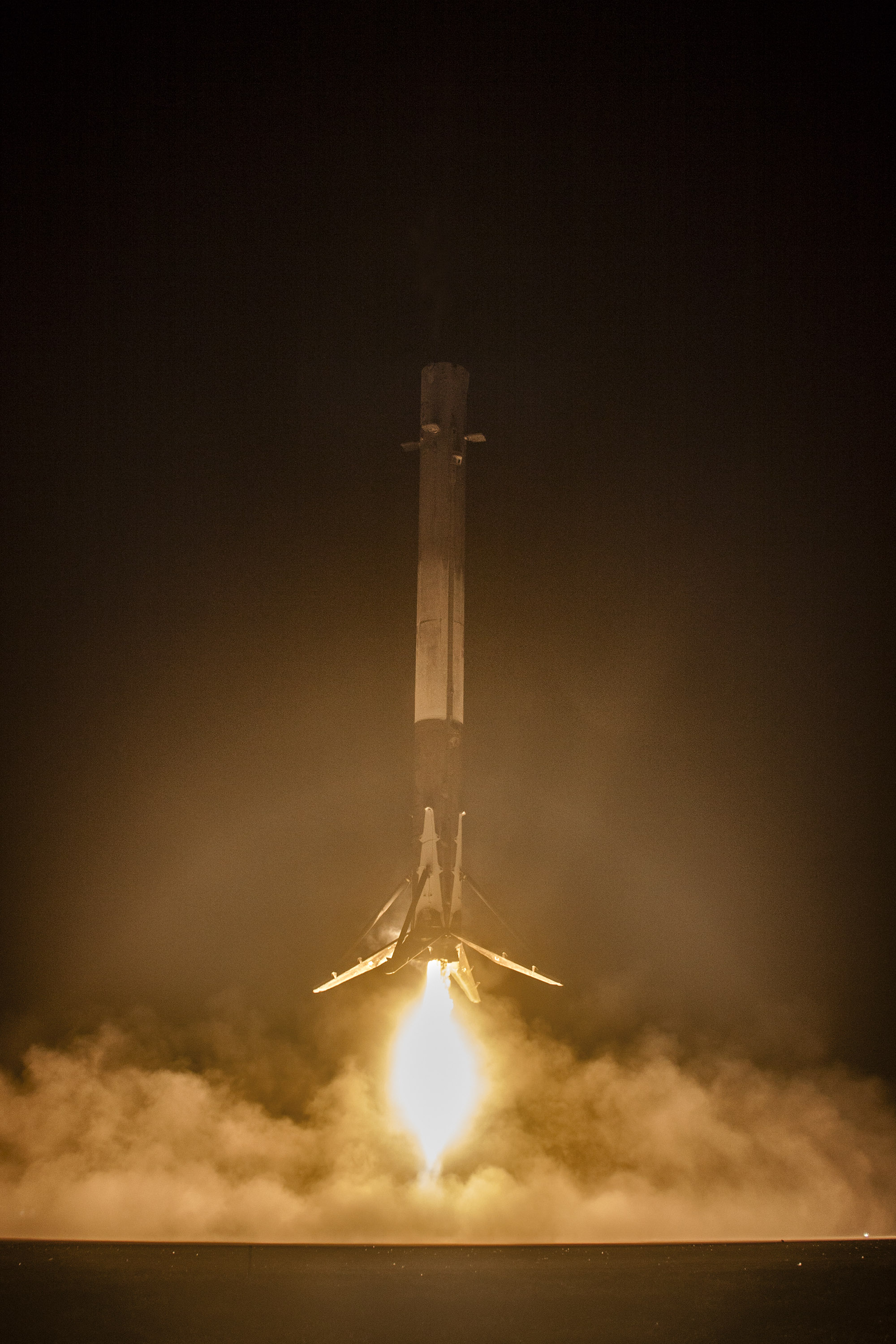
Falcon 9 durante o pouso vertical

Voo 20 do Falcon 9 (também conhecido como Orbcomm OG2 M2) foi um lançamento espacial que ocorreu em 22 de dezembro de 2015, às 01:29 UTC (21 de dezembro, 20:29 hora local). Foi a primeira vez que a primeira fase de um foguete orbital retornou à Terra ao aterrissar verticalmente de maneira bem sucedida em Cabo Canaveral, na Flórida, Estados Unidos.
O lançamento também foi notável, pois foi o primeiro lançamento da empresa SpaceX após o fracasso catastrófico da segunda etapa, o lançamento do Falcon 9 v1.1 no Voo 19, em junho de 2015. A aterrissagem bem sucedida da primeira fase na aterrissagem Zona 1, perto do local de lançamento, foi o resultado final de um programa de desenvolvimento de tecnologia de cinco anos financiado pela SpaceX e um teste de voo que se seguiu ao lançamento da missão primária.